# 第22回ベルリン国際映画祭
第22回ベルリン国際映画祭は1972年6月23日から7月4日まで開催された。

## 概要
コンペティション部門に選出された23本の長編映画から、パゾリーニがジェフリー・チョーサーの原作を映画化した『カンタベリー物語』が金熊賞を受賞した。

## 受賞
- 金熊賞：『カンタベリー物語』(ピエル・パオロ・パゾリーニ)
- 銀熊賞
  - 審査員特別賞：『ホスピタル』 (アーサー・ヒラー)
  - 監督賞：ジャン＝ピエール・ブラン (『La vieille fille（老嬢）』)
  - 男優賞：アルベルト・ソルディ (『Detenuto in attesa di giudizio（判決を待つ囚人）』)
  - 女優賞：エリザベス・テイラー (『Hammersmith Is Out』)

## 上映作品

### コンペティション部門
長編映画のみ記載。アルファベット順。邦題がついていない場合は原題の下に英題。
| 題名 原題                                                             | 監督                                 | 製作国                    |
| --------------------------------------------------------------------- | ------------------------------------ | ------------------------- |
| Afternoon of a Champion                                               | フランク・サイモン                   | イギリス                  |
| Den Forsvundne fuldmægtig (The Missing Clerk)                         | ゲアト・フレドホルム                 | デンマーク                |
| Detenuto in attesa di giudizio (In Prison Awaiting Trial)             | ナンニ・ロイ                         | イタリア                  |
| ペトラ・フォン・カントの苦い涙 Die bitteren Tränen der Petra von Kant | ライナー・ヴェルナー・ファスビンダー | 西ドイツ                  |
| Hammersmith Is Out                                                    | ピーター・ユスティノフ               | アメリカ合衆国            |
| カンタベリー物語 I racconti di Canterbury                             | ピエル・パオロ・パゾリーニ           | イタリア                  |
| João en het mes (Joao)                                                | ジョルジュ・シュルイツァー           | ブラジル オランダ         |
| L'Udienza (The Audience)                                              | マルコ・フェレーリ                   | イタリア フランス         |
| La Casa sin fronteras (A House Without Boundaries)                    | ペドロ・オレア                       | スペイン                  |
| La vieille fille (The Old Maid)                                       | ジャン＝ピエール・ブラン             | フランス イタリア         |
| Le Bar de la fourche (The Bar at the Crossing)                        | アラン・ルヴァン                     | フランス                  |
| Lo B'Yom V'Lo B'Layla                                                 | スティーヴン・ヒリヤード・スターン   | イスラエル アメリカ合衆国 |
| Lukket avdeling                                                       | アルンヨット・ベレグ                 | ノルウェー                |
| Man sku være noget ved musikken (Oh, to Be on the Bandwagon!)         | ヘニング・カールセン                 | デンマーク                |
| Olympia - Olympia                                                     | ヨッヘン・バウワー                   | 西ドイツ                  |
| Reshma Aur Shera (Reshma and Shera)                                   | スニール・ダット                     | インド                    |
| 石花村 (석화촌) (Oyster Village)                                      | チョン・ジヌ (정진우)                | 韓国                      |
| Smekmånad (Honeymoon)                                                 | クレース・ルンドベリ                 | スウェーデン              |
| ホスピタル The Hospital                                               | アーサー・ヒラー                     | アメリカ合衆国            |
| The Possession of Joel Delaney                                        | ワリス・フセイン                     | アメリカ合衆国            |
| Top of the Heap                                                       | クリストファー・セント・ジョン       | アメリカ合衆国            |
| Tragovi crne devojke (Traces of a Black Haired Girl)                  | ズドラフコ・ランディッチ             | ユーゴスラビア            |
| 約束                                                                  | 斎藤耕一                             | 日本                      |

## 審査員
- エレノア・ペリー (アメリカ/脚本家、審査員長)
- リタ・トゥシンハム (イギリス/女優)
- ティント・ブラス (イタリア/監督)
- フリオ・コール (スペイン/脚本家)
- ハンス・ヘルムート・カースト (西ドイツ/脚本家)
- フランシス・コーヌ (フランス/プロデューサー)
- Herbert Oberscherningkat (西ドイツ/プロデューサー)
- 品田雄吉 (日本/批評家)
- フリッツ・ドロビリッチ＝ヴァルテン（Fritz Drobilitsch-Walden、オーストリア/副審査員長)